# Mohammed Alhaj
Mohammed Alhaj Ismaeil Eissa (9 aprile 1982) è un calciatore qatariota, difensore dell'Al-Jaish Sport Club.

## Palmarès

### Club

#### Competizioni nazionali
- Qatar Stars League: 4

Al Gharafa: 2007-2008, 2008-2009, 2009-2010
Lekhwiya: 2010-2011